# Toreador
Toreador (hiszp. torero, matador de toros) – każdy zapaśnik uczestniczący w korridzie.
Kapeador to toreador, który drażni byka za pomocą różowo-żółtej peleryny, pikador – jeździec, który kłuje zwierzę piką, banderillero wbija w byka krótkie włócznie ze wstążkami, matador (główny zapaśnik) najpierw walczy z bykiem, drażniąc go muletą i robiąc uniki, a na końcu zadaje bykowi śmiertelny cios szpadą.